# Рыжехвостый калао-пенелопидес
Рыжехвостый калао-пенелопидес (лат. Penelopides panini) — вид птиц из семейства птиц-носорогов (Bucerotidae). Эндемик Филиппин. Выделяют два подвида.
Как и у многих других азиатских птиц-носорогов, чей ареал ограничен островами, популяция рыжехвостого калао-пенелопидеса в дикой природе стремительно сокращается. МСОП классифицирует ситуацию с популяцией этого вида птиц-носорогов как находящуюся под угрозой исчезновения.

## Описание
Относятся к мелким птицам-носорогам. Общая длина тела составляет 45 см. Длина крыльев самцов составляет 24,6-27,5 см, а самок — 23,6-26,5 см. У самцов также более крупные клюв и хвост: средняя длина клюва у самцов чуть меньше 11 см, длина хвоста — 22 см. У самок средняя длина клюва составляет 9,4 см, а хвоста — 20,7 см. Половой диморфизм ярко выражен.

### Внешний вид самца

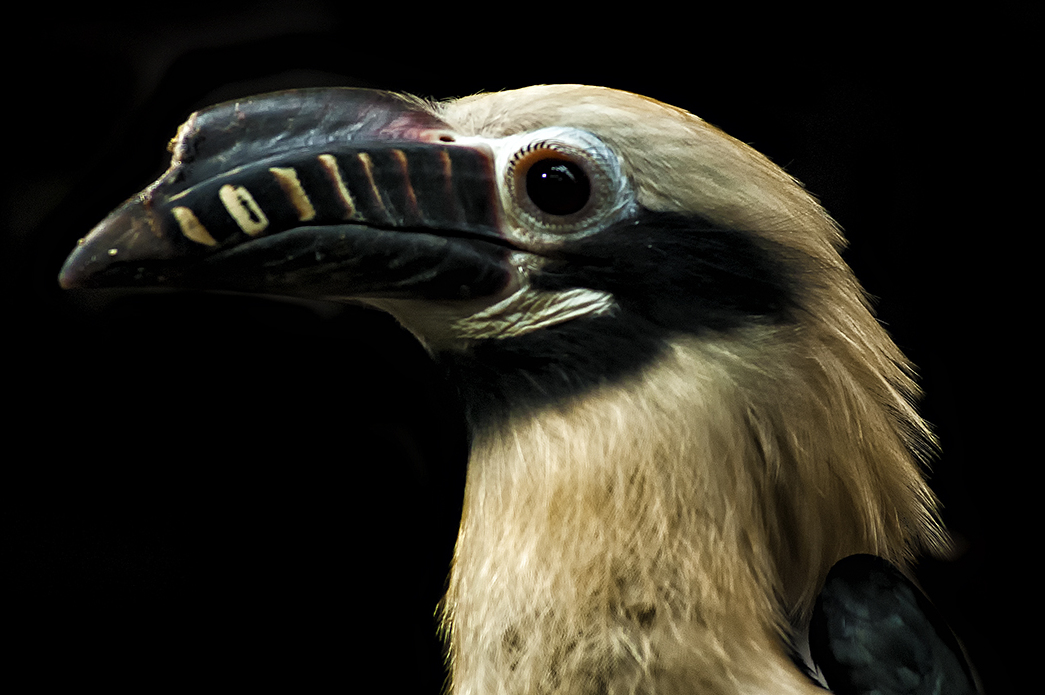
Клюв самца

У самцов голова, шея и передняя часть груди желтовато-белые. Кроющие перья ушей и горло чёрные. Нижняя часть груди, брюхо и бедра, а также верхние и нижние кроющие перья хвоста рыжевато-коричневые. Верхняя сторона тела и крылья чёрные с металлически-зелёным оттенком. Хвост красновато-жёлтый с чёрной полосой. Клюв тёмно-рогового цвета с жёлтыми бороздами на нижней и верхней частях клюва. Шлем клювовидной формы, заканчивается в передней половине клюва. Неоперённая кожа вокруг глаз от беловатого до телесного цвета. Голое горло чёрное. Глаза красные, ноги и ступни тёмно-коричневые.

### Внешний вид самок и птенцов
У самок голова, шея и передняя часть груди, а также надхвостье также чёрные, в отличие от самцов. Кожа вокруг глаз бледно-голубая. Глаза красные, ноги и ступни чёрные.
Птенцы сначала имеют оперение, во многом сходное с оперением самца. Однако верхние концы хвоста у них коричневые. Клюв меньше и имеет оливковый цвет.

## Распространение и среда обитания
Рыжехвостый калао-пенелопидес — единственный вид птиц-носорогов, который встречается на Западных Филиппинских островах. Ареал включает острова Панай, Масбате, Гимарас, Негрос, Пан-де-Азукар, Сикогон и Тикао.
Обитает в вечнозелёных лесах на высоте от 500 до 1500 метров над уровнем моря.
Наибольшую угрозу для этого вида представляет сокращение потенциальной среды обитания. Некоторые острова в его ареале, такие как Мабате и Гимарас, в настоящее время в значительной степени лишены лесов. Это также лишает этот вид птиц возможности найти подходящие территории.

## Образ жизни
Рыжехвостых калао-пенелопидесов иногда можно наблюдать небольшими группами на плодовых деревьях. Предпочитают держаться в нижней части деревьев и часто наблюдаются на лесных опушках. Есть единичные наблюдения, описывающие их охоту на муравьёв.
Пока ничего не известно об их брачном поведении. О гнездовом поведении этого вида птиц также имеются лишь единичные наблюдения. Как обычно у птиц-носорогов, самка замуровывает себя, за исключением узкой щели, в естественной полости дерева, чтобы сначала высидеть яйца, а затем вырастить птенцов. Во время насиживания яиц самки линяют и в это время не могут летать. Самец в это время обеспечивает их, а затем и птенцов пищей. Откладывает яйца в марте-апреле. Размер кладки обычно составляет 2-3 яйца.